# Robert Vuijsje
Robert Hendrik Vuijsje (Amsterdam, 12 oktober 1970) is een Nederlands journalist en schrijver.

## Biografie
Vuijsje, van Joodse afkomst, is de zoon van journalist Bert Vuijsje en de Amerikaanse Sheila Gogol (1942-2022), en de neef van schrijver Herman Vuijsje.
Hij doorliep het Barlaeus Gymnasium en studeerde Sociologie en Amerikanistiek aan de Universiteit van Amsterdam. Ook bracht hij een jaar door aan de Amerikaanse Universiteit van Memphis.
Van 1997 tot 2007 werkte Vuijsje voor weekblad Nieuwe Revu. Voor een interview met spelersmakelaar Sigi Lens werd hij in 2005 genomineerd voor de Hard gras-prijs voor het beste sportverhaal. Vanaf 2007 schreef hij voor de zaterdageditie van dagblad De Pers, waarvoor hij met onder anderen Desi Bouterse en Tom Wolfe sprak.
In 2008 debuteerde hij met zijn roman Alleen maar nette mensen. De roman gaat over een jongen van joodse afkomst uit de chique Amsterdamse wijk Oud-Zuid die op zoek gaat naar een "intellectuele negerin" als vriendin. Deze culturele zedenschets werd genomineerd voor de Libris Literatuur Prijs in 2009. Ook werd hij genomineerd voor de Belgische Gouden Uil, die hij vervolgens won. Op 8 maart 2010 is Vuijsje tevens uitgeroepen tot winnaar van de literaire jongerenprijs De Inktaap 2010. Zijn tweede roman, Beste vriend, verscheen in 2012. In 2019 schreef hij de "langverwachte opvolger" van Alleen maar nette mensen, de roman Salomons oordeel. Het boek behandelt dezelfde thematiek als zijn voorganger: een jonge jongen, Salomon, geboren uit de Surinaamse Alissa en de joodse Max, gaat in Oud-Zuid op zoek naar zijn eigen identiteit.
Op 26 oktober 2016 gaf hij de Anton de Komlezing.

## Prijzen
- 2009: Gouden Uil voor Alleen maar nette mensen[7]
- 2010: De Inktaap voor Alleen maar nette mensen[8]

- Bibsys: 1606126540862
- Bibliothèque nationale de France: cb16133126g (data)
- Digitale Bibliotheek voor de Nederlandse Letteren: vuij004
- Gemeinsame Normdatei: 1013337239
- International Standard Name Identifier: 0000 0000 7851 0925
- Library of Congress Control Number: n2003017256
- Nationale Bibliotheek van Tsjechië: mub2016899894
- Nederlandse Thesaurus van Auteursnamen: 245983589
- Système universitaire de documentation: 191461512
- Virtual International Authority File: 46134358
- WorldCat: E39PBJxmFkgrTfRFGKDcK9qPcP